# شلقام
قرية شلقام هي إحدى القرى التابعة لمركز بني مزار بمحافظة المنيا في جمهورية مصر العربية. حسب إحصاءات سنة 2006، بلغ إجمالي السكان في شلقام 12499 نسمة، منهم 6152 رجلا و6347 امرأة.